# Photographie des œuvres d'art

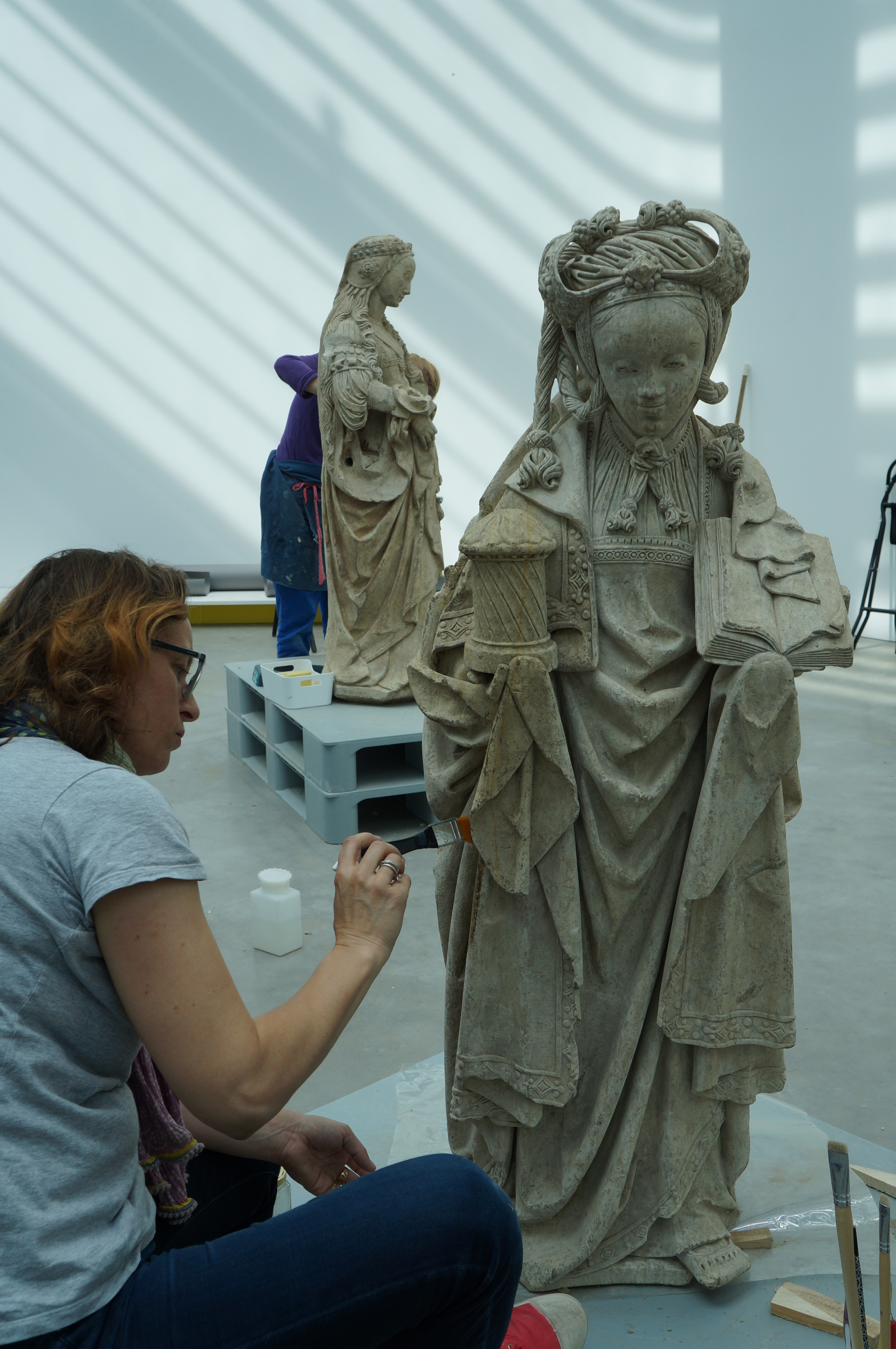
Ici c'est le processus de restauration d'une sculpture ancienne qui est documenté par l'image (l'une des Belles du Nord au Palais des Beaux-Arts de Lille).

La photographie des œuvres d'art désigne les prises de vues photographiques ou filmées de tableaux, de dessins, de gravures, de photographies d'art, de décors et costumes de théâtre ou de cinéma, de sculptures, d'installations, et plus généralement de toute œuvre d'art. Elle permet d'en reproduire, archiver et diffuser l'image. Outre ses utilisations institutionnelles (catalogues des collections des musées) et éditoriales (édition de « beaux livres »), elle est utile aux artistes qui veulent présenter leurs travaux sur un livre ou un site internet, aux particuliers qui veulent garder une trace des œuvres qu'ils possèdent pour des besoins d'assurance, etc.

## Aspects techniques
Même les œuvres d'art anciennes tombées dans le domaine public ne sont pas simples à photographier, d'une part, en raison des exigences techniques propres à ce type de photographie (avec par exemple les reflets et brillances induits par les vernis apposés sur les peintures, par les verres de protection ou par la matière même (émaux, métaux polis, cristaux, etc.) ou encore avec les difficultés d'éclairage et/ou de recul ou d'approche fréquentes dans certains musées, ou en raison des interdiction d'utiliser le flash, etc.), d'autre part, parce que certains musées ne l'autorisent pas.

## Aspects juridiques
Avant de prendre une photographie, il est nécessaire de savoir qui est l'auteur du tableau, de la gravure, de la sculpture… et de quand date l'œuvre, afin de respecter le droit de la propriété intellectuelle et de documenter au mieux la photo. 
On distingue aujourd'hui deux types de droits associés aux œuvres d'art : le droit patrimonial et le droit moral. Le premier est limité dans le temps (en général, en Europe jusqu'à 70 ans après la mort de l'auteur), le deuxième est perpétuel, inaliénable (impossible de le vendre ou de le céder), imprescriptible, et transmissible aux héritiers. Le droit patrimonial permet de toucher des revenus liés à son œuvre, et est la partie la plus visible du droit d'auteur. Lorsque ce droit est épuisé, on dit que l'œuvre entre dans le domaine public. Cependant, les droits moraux s'exercent encore : le respect de l'œuvre et de la filiation de l'auteur doivent être conservés.
Par exemple, un ayant droit peut s'opposer à la photographie d'un tableau pendant la durée du droit patrimonial (droit commercial, car il peut vendre des reproductions), mais une fois ce délai expiré, la justification devra être différente, par exemple si la technique de photographie (flash…) est susceptible de détériorer la peinture, si le nom du peintre n'est pas précisé… 
En ce qui concerne les droits de la photographie en elle-même, une copie la plus conforme possible ne permet pas de revendiquer de nouveaux droits, au contraire de conditions d'éclairage, luminosité, angle de vue spécifiques, etc., car une œuvre doit porter l'empreinte de la personnalité de son auteur selon les jurisprudences du droit français,. Pour le tribunal de grande instance de Paris 3e chambre, 4e section : « Une photographie n’est protégeable par le droit de la propriété intellectuelle que dans la mesure où elle procède d’un effort créatif et qu’elle ne vise pas seulement à reproduire de la manière la plus fidèle possible, un objet préexistant. » On utilise parfois le néologisme copyfraud pour désigner la revendication abusive de droit d'auteur ou copyright pour des copies conformes d'une œuvre du domaine public.
Par ailleurs, il faut distinguer une œuvre et son support : si un tableau est dans le domaine public, mais que la toile en elle-même (le matériau) est fragile et nécessite qu'elle ne soit pas exposée à la lumière, seules des reproductions peuvent être accessibles.

### En Allemagne
Wikipédia Allemagne est en procès contre le musée Mannheim de Berlin pour la publication de photographies d’œuvres du domaine public. Le musée revendique la propriété sur toute photo de ses œuvres,,.

### En Belgique
En Belgique, il est parfois interdit de faire toute copie, photographie, croquis ou dessin des œuvres d'art présentes dans un musée.

### En France
En France, tout auteur d'une œuvre de l'esprit « jouit sur cette œuvre, du seul fait de sa création, d'un droit de propriété incorporelle exclusif et opposable à tous ». Ce droit d'auteur est défini par le Code de la propriété intellectuelle. 
Il faut donc avoir l'autorisation écrite de l'artiste pour exploiter toute reproduction de son œuvre par n'importe quel procédé — dont la photographie — durant toute la durée de ses droits patrimoniaux. Au décès de l'auteur, ce droit persiste au bénéfice de ses ayants droit pendant l'année civile en cours et les soixante-dix années qui suivent. De plus, l'artiste dispose d'un droit moral « perpétuel, inaliénable et imprescriptible », qui donne notamment l'obligation de citer son nom dans toute exploitation que l’on peut faire de son œuvre, même lorsque celle-ci est tombée dans le domaine public. 
En France, pour savoir si la représentation des œuvres d'un artiste est soumise à autorisation et paiement de droits, il est possible de consulter la base de données de l'ADAGP, qui est une société française de gestion collective des droits d'auteur dans les arts visuels (peinture, sculpture, photographie, design, multimédia, etc.).
La photographie d'une œuvre d'art peut être elle-même protégée par un droit d'auteur dont bénéficie le photographe. Formellement, le concept d'« œuvre de l'esprit » ne s'applique qu'à une œuvre originale, où se perçoit la personnalité du créateur. La reproduire "servilement" ne fait pas naître de nouveaux droits d'auteur. Dans les faits, la justice française a produit des jurisprudences contradictoires, tendant parfois à considérer tout cliché comme une œuvre originale protégée, même dans le cas de la représentation fidèle d'un tableau.
Cela ne veut pas dire que le droit d'auteur est transféré de l'artiste qui a créé l'œuvre initiale au photographe qui en a pris le cliché. Le droit d'auteur est ici multiple et s'applique à plusieurs personnes : l'artiste pour l'œuvre et le photographe pour la photographie. L'artiste garde des droits sur les travaux dérivés de sa propre création, notamment celui d'autoriser que celle-ci soit reproduite ou pas.
La presse est exemptée de ce traitement sous certaines conditions. Elle peut utiliser l'image d'une œuvre à titre d'information, sans en demander l'autorisation à l'artiste ni payer de droits. En effet, tout média de presse peut reproduire ou représenter, de façon intégrale ou partielle, « une œuvre d'art graphique, plastique ou architecturale [...] dans un but exclusif d'information immédiate et en relation directe avec cette dernière, sous réserve d'indiquer clairement le nom de l'auteur. »

### Aux Pays-Bas
Le Rijksmuseum d'Amsterdam met en ligne des photographies en haute définition de ses œuvres  et est parfois cité comme exemple par opposition à d'autres musées interdisant la publication ou la prise de photos,. La durée du droit d'auteur est également de 70 ans après sa mort.

### Aux États-Unis d'Amérique
Une œuvre est dans le domaine public après la durée la plus courte entre 95 ans après publication et 120 ans après création. Depuis un arrêt de la cour suprême, une originalité créative est nécessaire pour mériter un copyright.

### Œuvres d'art dans l'espace public

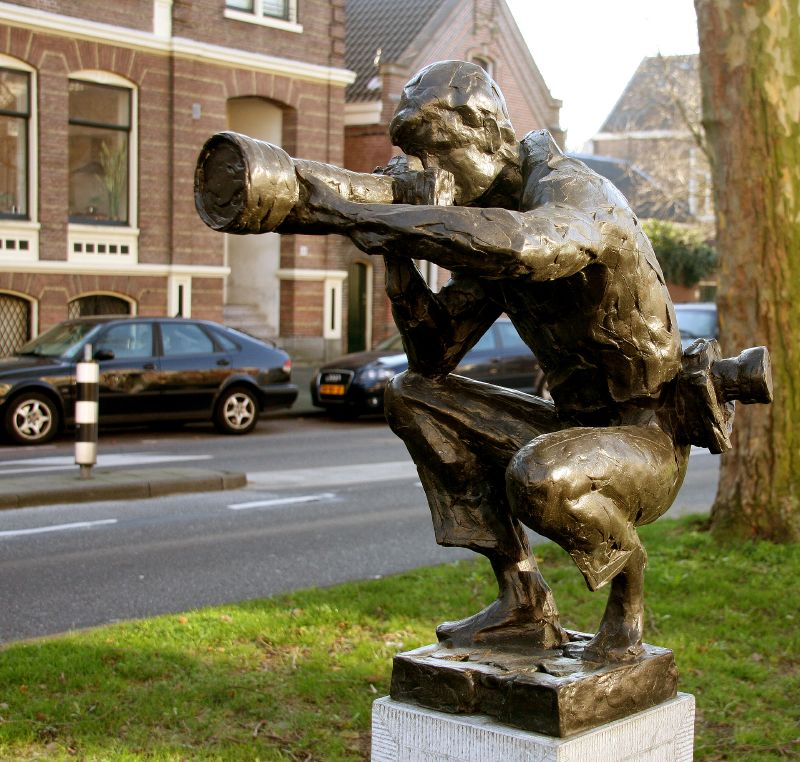
Photographier de l'art en plein air : possible sous conditions.

Si l'œuvre photographiée est contemporaine, créée par un auteur vivant ou mort depuis moins de soixante-dix ans, et qu'elle représente un sujet important dans l'image, il faut avoir recueilli l'autorisation écrite de l'auteur, conditionnée par le versement de droits onéreux le cas échéant.
En Allemagne, il existe une exception au droit d'auteur pour la reproduction des œuvres exposées dans les lieux publics. Ainsi, les photographies des sculptures, de peintures et des éléments d'architecture visibles dans les rues ou dans le paysage ne sont pas soumises au droit d'auteur. Les Allemands appellent cette exception Panoramafreiheit, "liberté de panorama". 
Une construction ou un objet manufacturé pensés uniquement pour leur fonction ne sauraient pas être appelés créations artistiques, car une originalité créative est nécessaire.
Si l’œuvre est dans le domaine public, l'utilisation, même commerciale, des photographies prises de l'espace public ne saurait être interdite, comme ce fut le cas pour le château de Chambord, dans un procès l'opposant à la société Kronenbourg,.
Si l'œuvre de sculpture ou de peinture installée dans l'espace public est soumise à des droits, la photographie est interdite de publication ou de diffusion, sauf si cette œuvre n'est pas le sujet principal de la photographie, mais un objet accessoire ou un élément du panorama. Par exemple, un touriste a le droit de se prendre en photographie si une œuvre soumise à des droits se trouve en arrière-plan. Il est cependant possible de prendre une photographie à usage personnel, dans le cadre de la copie privée.
Cette juridiction génère en France un petit paradoxe : il est possible de photographier librement la tour Eiffel de jour, Gustave Eiffel étant mort en 1923 ; en revanche, il n'est pas possible d'en diffuser commercialement une image prise la nuit sans payer des droits : en effet, les jeux de lumière qui animent la tour de nuit sont considérés comme une œuvre originale protégée par le droit d'auteur.

### Œuvres dans les musées et lieux privés
Pareillement, les œuvres dans les musées sont soumises au droit classique : si l'auteur est mort depuis plus de 70 ans, alors l’œuvre est dans le domaine public. Cependant, certains musées utilisent le règlement intérieur, que toute institution privée peut créer, pour limiter la photographie de leurs œuvres. Cependant, en France, le Ministère de la Culture et de la Communication a lancé une charte intitulée "tous photographes" afin de poser des règles permettant la photographie dans les musées dans de bonnes conditions.

### Œuvres automatiques
Les photographies automatiques[Quoi ?] peuvent être considérées comme n'étant pas des « créations de l'esprit », et donc, sans droit d'auteur. Mais la jurisprudence[Où ?] reste floue.